# Територія Оклахома
Терито́рія Оклахо́ма (англ. Territory of Oklahoma) — інкорпорована організована територія США, що існувала від 2 травня 1890 року до 16 листопада 1907 року.

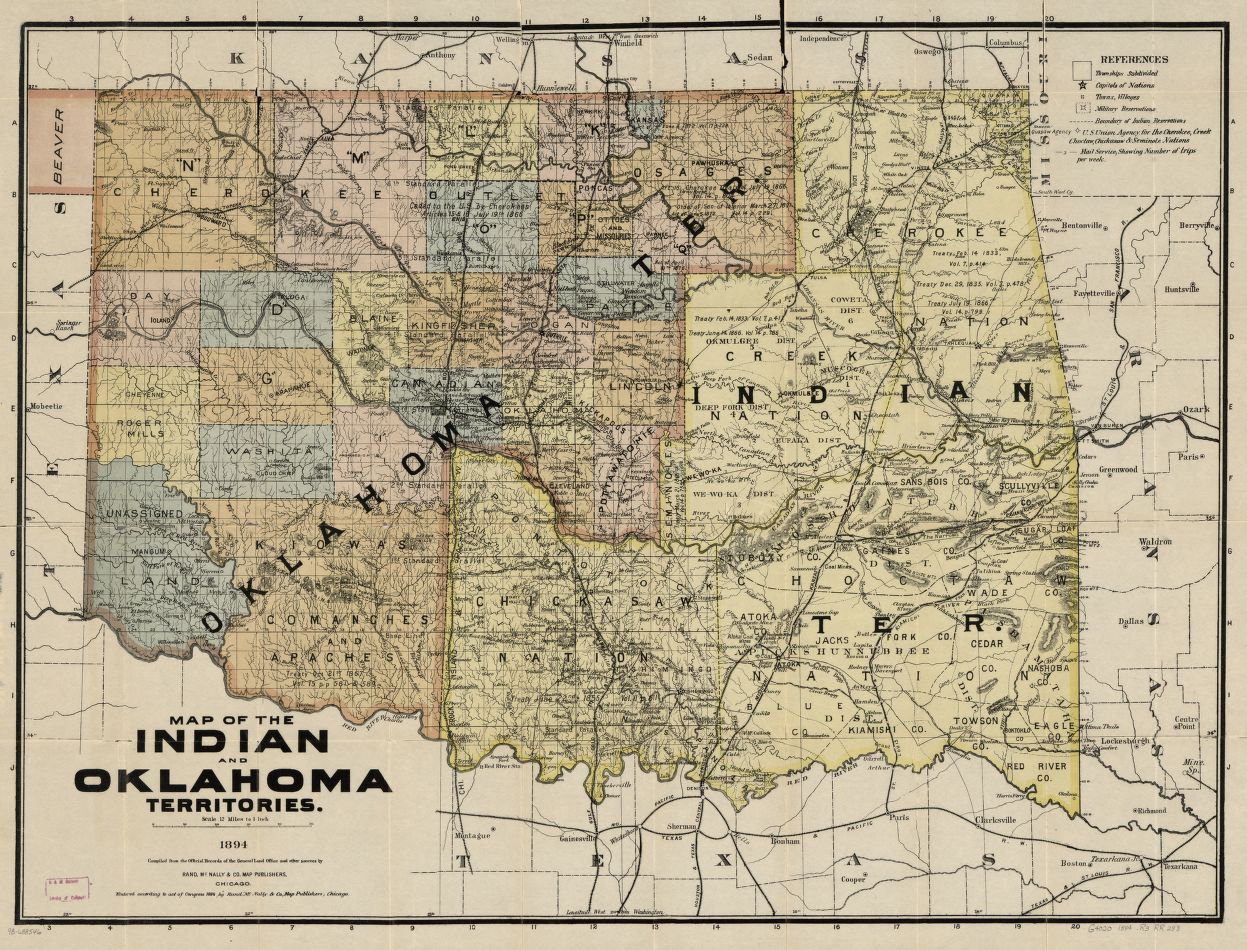
Територія Оклахома і Індіанська територія (1894)

Прийнятий 1834 року Конгресом США «Закон про стосунки з індіанцями» створив на місці сучасного штату Оклахома Індіанську територію, де білим переселенцям заборонено оселятися або купувати землю. Після громадянської війни індіанські племена, які підтримали південні штати, покарали, й у них відібрали частину земель, внаслідок чого всередині Індіанської території з'явилися так звані «Нерозподілені землі». Окремі особи намагалися оселитися на цих землях, але їх виганяли американські війська. Однак поступово тиск на Конгрес США з питання заселення порожніх земель зростав, і 3 березня 1885 року прийнято Акт про апропріацію індіанців, що дозволяв проводити переговори про купівлю земель у індіанців. 22 квітня 1889 року землі Оклахоми відкрили для заселення, і почалися Земельні гонки 1889 року.
2 березня 1890 року актом Конгресу західну частину Індіанської території виділено в окрему територію Оклахома, до складу якої включено безлюдні  землі на заході. У вересні 1890 року для заселення у східній частині відкрито землі індіанців у резерваціях сауків, месквоків і потаватомів. Навесні 1891 року відкрито для заселення землі на територіях резервацій шеєнів і арапахо в центрі Оклахоми. 16 вересня 1893 року для заселення відкрито смугу черокі. У 1895 році заселено землі в резервації кікапу, а 1896 року рішенням Верховного суду США частиною Оклахоми визнано округ Грір, приналежність якого оскаржував Техас.
Жителі Індіанської території вирішили, що їм необхідно увійти до складу США як штату, і зібрали в Мескогі конституційну конвенцію. 1902 року в Конгрес США внесено пропозицію про створення штату Секвоя. Однак делегацію у Вашингтоні прийняли прохолодно. Під впливом політиків зі східних штатів, які боялися зміни балансу сил на політичній арені в разі утворення відразу двох нових штатів на заході, президент Теодор Рузвельт постановив, що Індіанську територію та територію Оклахома приймуть до Союзу лише як єдину сутність. Як наслідок, 1907 року утворено штат Оклахома, до якого увійшли обидві території. Досвід конституційної конвенції Маскогі використано під час підготовки конституції Оклахоми.